# شهرستان مارتینوفسکی
شهرستان مارتینوفسکی (به لاتین: Martynovsky District) یک شهرستان در روسیه است که در استان روستوف واقع شده‌است.